# خانه حاج باقر روحانی
خانه حاج باقر روحانی مربوط به اواخر دوره قاجار است و در قم، خیابان انقلاب کوچه ۱۷ داخل کوچه شادقلیخان واقع شده و این اثر در تاریخ ۲ آبان ۱۳۸۲ با شمارهٔ ثبت ۱۰۵۶۶ به‌عنوان یکی از آثار ملی ایران به ثبت رسیده است.